# Cantonul Bezons
Cantonul Bezons este un canton din arondismentul Argenteuil, departamentul Val-d'Oise, regiunea Île-de-France, Franța.

## Comune
- Bezons